# متحف شرم الشيخ
متحف شرم الشيخ هو متحف يقع بمدينة شرم الشيخ بمحافظة جنوب سيناء يقع المتحف على طريق المطار على مساحة تبلغ 191.000م2، ويتكون المبنى من 9 صالات وقاعة للمؤتمرات وبدروم وعدد من المحال للحرف التراثية ومسرح مكشوف وعدد من المطاعم ومن المقرر افتتاحه في صيف 2019.

## التاريخ
تعود فكرة بناء متحف شرم الشيخ إلى عام 2006 لكن لم يتم بناءه ثم جاءت ثورة 25 يناير وتعذر توفير المبلغ اللازم لإنشاء المتحف.في عام 2017 تم استكمال بناء المتحف وتم تخصيص 200 مليون جنيه لصالح المشروع.

## العرض المتحفي
العرض المتحفى سيدور حول مختلف الحضارات بوجه عام، والحضارة المصرية القديمة بشكل خاص، وذلك لتسليط الضوء على الحضارات الأخرى وسيضم المتحف في قاعته الأولى ما يقرب من 700 قطعة أثرية، وفي القاعة الثانية ما يقرب من 500 قطعة أثرية، وسوف يتم اختيارهم من مخازن المتحف المصرى بالتحرير والمخازن المتحفية بعدة مناطق أثرية.